# In-Plane Switching

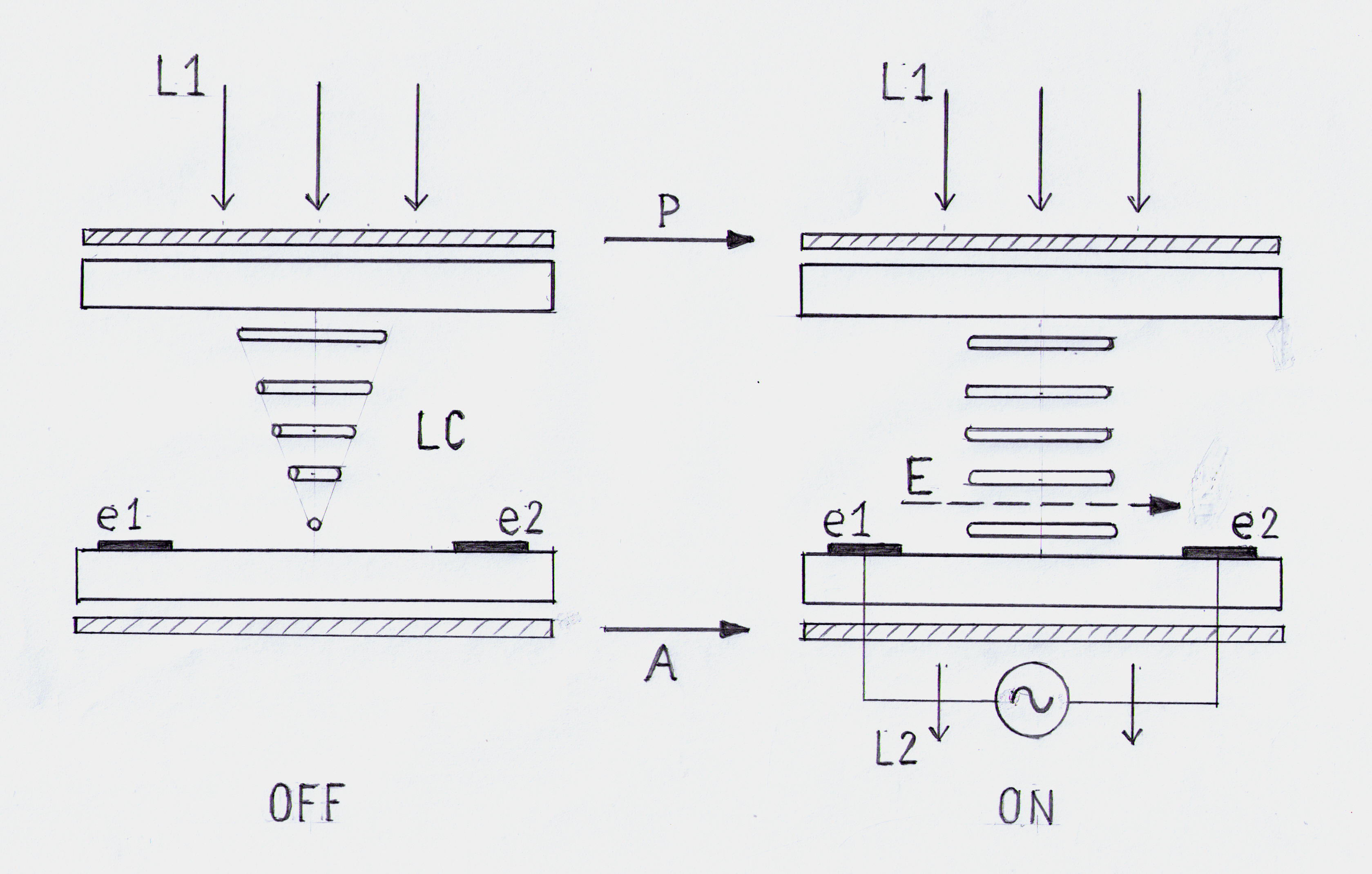

IPS (In-Plane Switching) — технологія для рідкокристалічних дисплеїв (LCD). Назва дана через спосіб розміщення кристалів в IPS-панелі: кристали розташовані в одній площині паралельно поверхні панелі. Даний спосіб дав можливість отримати набагато більші кути огляду, що і зробило РК-монітори альтернативою ЕПТ-дисплеям. Впровадження технології IPS дозволило прибрати основні недоліки перших РК-дисплеїв: маленький кут огляду, обумовлений різним ступенем повороту молекул РК-речовини, що приводило до різної інтенсивності випромінювання пучків світла, після того, як вони проходили другий фільтр панелі. Вимірювання в галузі виробництва РК-панелей стали можливі завдяки інженерам компанії Hitachi, що офіційно представили IPS-технологію в 1996 році.

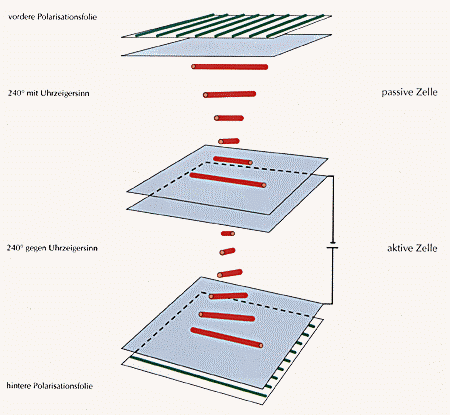
DSTN (Dual-scan Superwisted Nematic) Екран з подвійним скануванням розгорткою

Завдяки цьому прориву нові дисплеї мали невеликий час відклику та якість кольоропередачі порівняну з ЕПТ-дисплеями. Але збільшення кута огляду викликало необхідність застосовувати відразу два управляючі транзистори до кожного елемента. Це стало необхідним в результаті розміщення електричного поля в площині відносно екрану. Це значно підвищило якість зображення, але використання більшої кількості транзисторів збільшило непрозору площу, займану ними ж, і, як результат, довелось значно збільшити потужність лампи підсвітки.
Також особливістю IPS стало те, що при подачі напруги на рідкий кристал, він повертав свою кругову поляризацію, тобто збільшував свою яскравість. Перші IPS-панелі були невиправдано дорогими, що ніяк не сприяло їх популярності. До того ж такі панелі мали суттєвий недолік — час відклику в 50 мс, який був помітний навіть при простому скролінгу, не говорячи вже про тривимірні ігри. Звичайно, потрібні були вдосконалення, які й були зроблені різноманітними виробниками РК-панелей. Це Super-IPS, Dual Domain IPS, Advanced Coplanar Electrode та ін. Доопрацювання дозволили домогтися ще більших кутів огляду, аж до 180°. Через деякий час компанія NEC починає випускати панелі, що стали простим розвитком технології IPS, серед яких були A-SFT, A-AFT, SA-SFT та SA-AFT.

## Різновиди IPS матриць
S-IPS (Super-IPS) — була розроблена в 1998 році, як покращена технологія стандартної IPS. Має покращену контрастність та менший час відгуку, ніж в оригінальної матриці.
AS-IPS (Advanced Super-IPS, 2002) — в порівнянні з S-IPS матрицею, покращена контрастність та прозорість самої матриці, що покращує яскравість.
H-IPS (Horisontal-IPS, 2007) — контрастність ще більш покращена, а також проведена оптимізація білого кольору, що зробило його більш реалістичним. Створені для професійних фоторедакторів, дизайнерів, 3D/2D майстрів та ін.
P-IPS (Professional-IPS, 2010) — забезпечує 102-відсоткове охоплення кольорового простору NTSC та 98-процентний Adobe RGB (30 біт чи 10 біт на кожен субпіксель (1.07 млрд кольорів)), що робить дану РК-технологію, однією з найкращих у світі. Також покращено час відгуку та глибину в режимі True Colour. Є різновидом H-IPS. По праву вважається професійним типом матриць, проте ціна на неї є однією з найвищих.
E-IPS (Enhanced-IPS, 2009) — покращено час відгуку (до 5 мс), покращена прозорість, що дозволило використовувати менш потужні та більш дешеві лампи підсвітки. Необхідно відзначити, що дані вдосконалення, скоріш за все не найкращим чином відіб'ються на кольоропередачі та якості півтонів, оскільки частина кристалів чисто технічно була обрізана. Також є різновидом H-IPS.
S-IPS II — схожа по характеристиках з E-IPS. Трохи зменшено ефект відблиску. По суті не є похідною H-IPS, а вважається окремим відгалуженням.
Просування та розробку цих матриць головним чином здійснює компанія LG-Displays.
В кінці 2011 року корейським виробником електроніки Samsung була представлена альтернатива матрицям від LG. Розробка отримала назву PLS (Plane-to-Line Switching) та крім схожої назви, теж базується на принципах побудови матриць IPS.
PLS — матриці мають кращі характеристики для розміщення пікселів більш щільно, у високій кольоропередачі та яскравості, а також з трохи меншим енергоспоживання на відміну від IPS. Але є у PLS значні мінуси — найнижча контрастність серед РК-матриць та кольорове охоплення не більше sRGB.
Ці два недоліки не дозволяють віднести творіння Samsung до професіональних вирішень, але натомість роблять його придатним для масового ринку, куди розробка власне і націлювалась.
Застосовуються як в моніторах, телевізорах, смартфонах та планшетах Samsung і її партнерів.
В загальному, якщо ви професійно займаєтесь фотографією чи 3D-моделюванням — вам краще підійде професійний монітор з IPS матрицею. Якщо ж ви рядовий користувач — достатньо буде і сучасної моделі з TN технологією.